# Alex Puccio
"Puccio" redirige ici. Pour les autres significations voir Puccio (homonymie).
Alex Puccio, née le 15 juin 1989 à McKinney dans l'État du Texas aux États-Unis, est une grimpeuse professionnelle. Elle est plus particulièrement spécialisée dans l'escalade de bloc. Elle est notamment connue pour avoir une grande force, ce qui lui permet de réaliser des projets généralement réservés aux hommes.
Elle participe régulièrement au championnat national de bloc des États-Unis et à la coupe du monde de la Fédération internationale d'escalade. Elle a notamment fini 3e au classement général de la coupe du monde d'escalade de bloc en 2011 et a gagné neuf fois les American Bouldering Series.

## Biographie

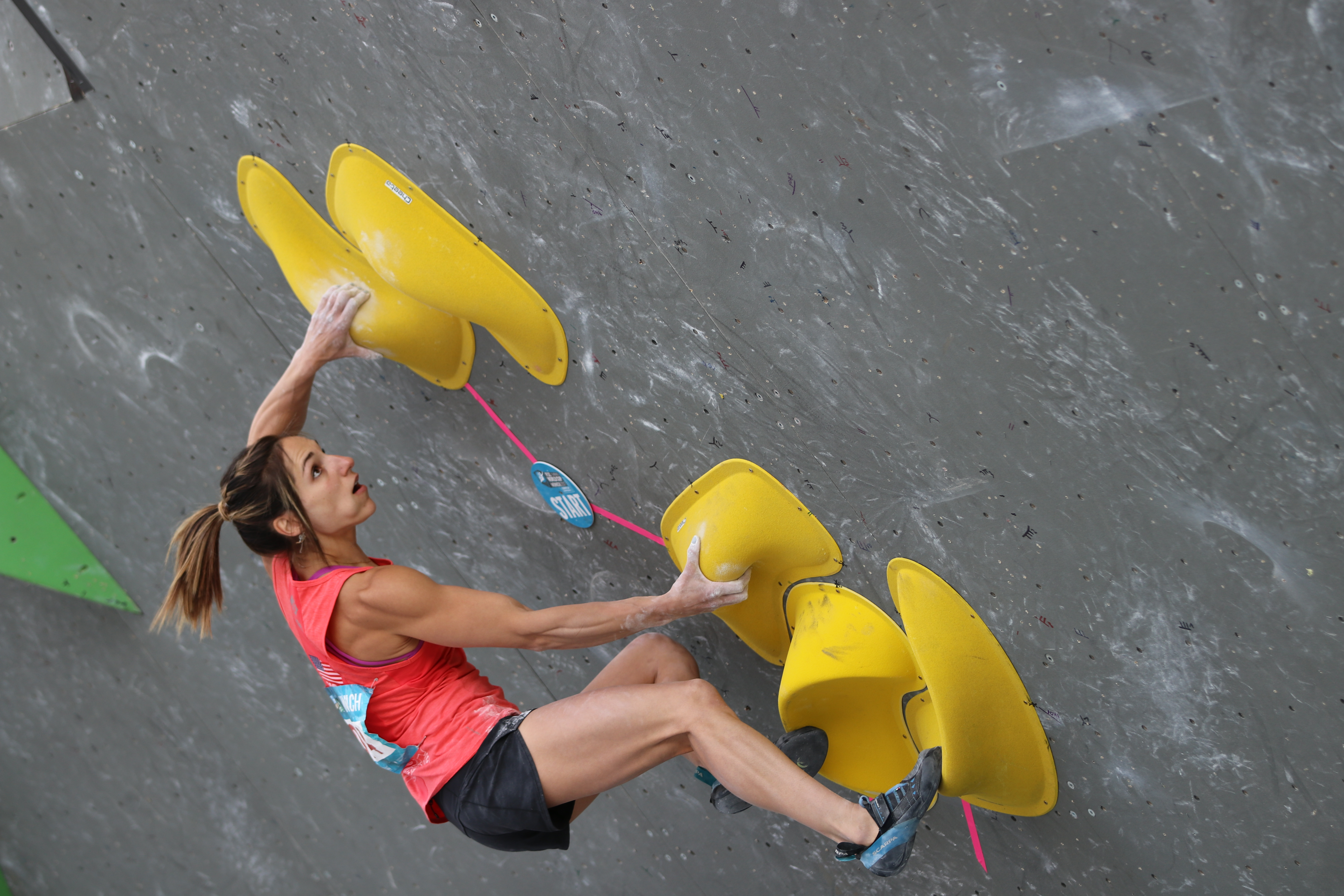
Alex Puccio lors de la coupe du monde de bloc à Munich, en 2017.

Originaire du Texas, Alex Puccio commence l'escalade à l'âge de 13 ans avec sa mère et l'ami de cette dernière. Elle prend rapidement goût à l'escalade et se spécialise particulièrement dans l'escalade de bloc. Elle est connue à son école pour être « la gonzesse qui fait de la grimpe » et pour sa musculature impressionnante. Étant de nature très compétitive, elle s'inscrit et gagne le championnat ABS (American Bouldering Series) à Boulder, CO, en 2006, qui est alors sa toute première compétition. À 17 ans, elle réalise Schwerer Gustovson, son premier 8A qui est aussi la première ascension féminine de ce bloc.
En 2011, elle participe à neuf des douze étapes de la coupe du monde d'escalade de bloc et se classe 3e à Log-Dragomer et Sheffield ainsi que 2e à Vienne, Vail et Barcelone. Malgré sa 8e place lors de l'étape à Munich, elle finit 3e du classement général.

## Palmarès
| Année | Lieu                   | Compétitions                   | Médaille                   |
| ----- | ---------------------- | ------------------------------ | -------------------------- |
| 2009  | Vail, CO, États-Unis   | Coupe du monde d'escalade 2009 | Médaille d'or de bloc      |
| 2011  | Log-Dragomer, Slovénie | Coupe du monde d'escalade 2011 | Médaille de bronze de bloc |
| 2011  | Vienne, Autriche       | Coupe du monde d'escalade 2011 | Médaille d'argent de bloc  |
| 2011  | Vail, CO, États-Unis   | Coupe du monde d'escalade 2011 | Médaille d'argent de bloc  |
| 2011  | Barcelone, Espagne     | Coupe du monde d'escalade 2011 | Médaille d'argent de bloc  |
| 2011  | Sheffield, Royaume-Uni | Coupe du monde d'escalade 2011 | Médaille de bronze de bloc |

| Année | Lieu                             | Compétitions                    | Médaille           |
| ----- | -------------------------------- | ------------------------------- | ------------------ |
| 2006  | Boulder, CO, États-Unis          | Championnat national d'escalade | Médaille d'or      |
| 2007  | Timonium, MA, États-Unis         | Championnat national d'escalade | Médaille d'or      |
| 2008  | Boulder, CO, États-Unis          | Championnat national d'escalade | Médaille d'or      |
| 2009  | Boulder, CO, États-Unis          | Championnat national d'escalade | Médaille de bronze |
| 2010  | Alexandria, VA, États-Unis       | Championnat national d'escalade | Médaille d'or      |
| 2011  | Boulder, CO, États-Unis          | Championnat national d'escalade | Médaille d'or      |
| 2012  | Colorado Springs, CO, États-Unis | Championnat national d'escalade | Médaille d'or      |
| 2013  | Colorado Springs, CO, États-Unis | Championnat national d'escalade | Médaille d'or      |
| 2014  | Colorado Springs, CO, États-Unis | Championnat national d'escalade | Médaille d'argent  |
| 2015  | Madison, WI, États-Unis          | Championnat national d'escalade | Médaille d'or      |

## Filmographie
- (en) The Players, de BS Productions (prod.) et de Brian  Solano (réal.), 2010, DVD [présentation en ligne]
- (en) The Scenes, de Chuck Fryberger Films (prod.) et de Chuck  Fryberger (réal.), 2010, DVD [présentation en ligne]